# 截止頻率

一个具有上限f_{1}和下限f_{2}截止频率的带通滤波器，以3分贝为界限

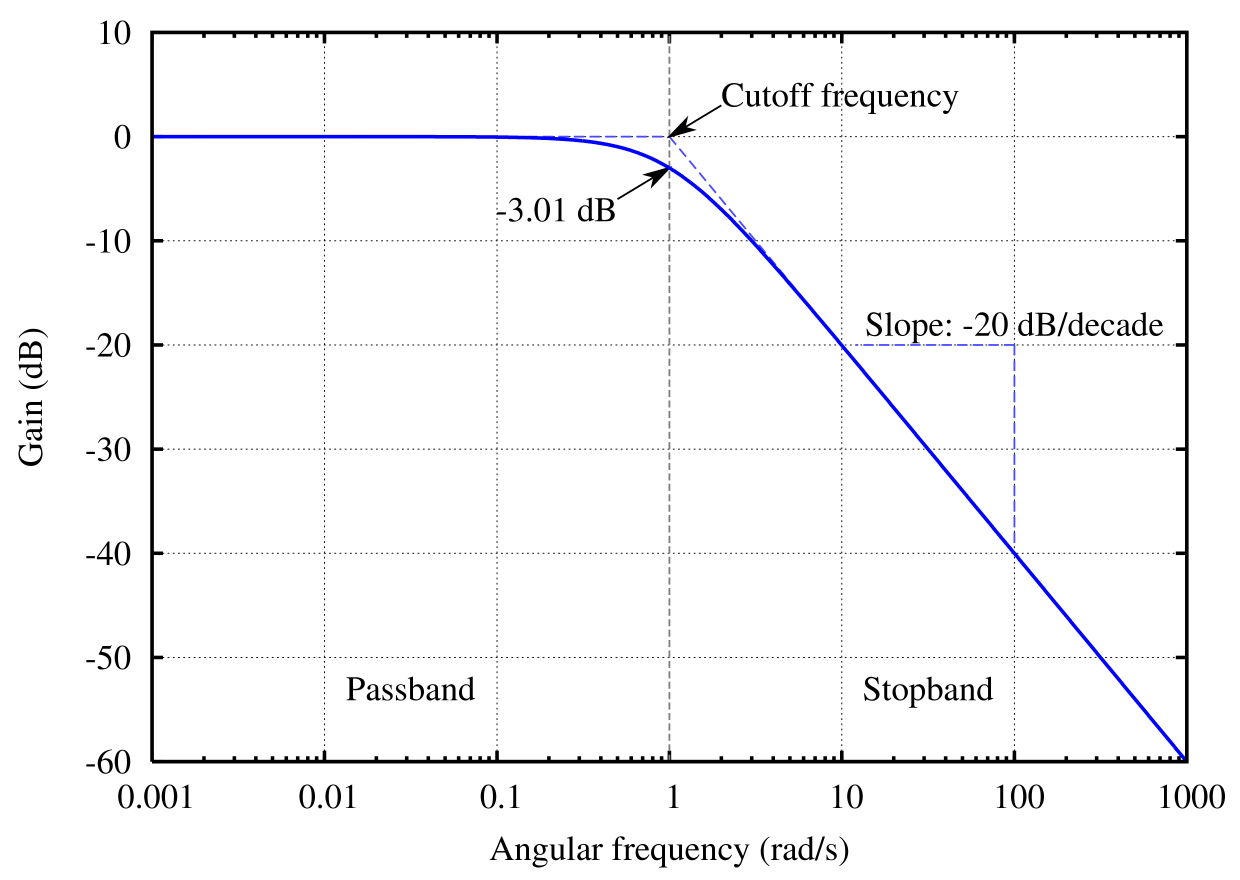
巴特沃斯滤波器频率响应的波德图，其中有标示截止频率。（其斜率为 −20 dB/decade，也可表示为 −6 dB /octave.）

在物理学和电机工程学中，一个系统的输出信号的能量通常随输入信号的频率发生变化（频率响应）。截止频率是指一个系统的输出信号能量开始大幅下降（在带阻滤波器中为大幅上升）的边界频率。

## 概述
电子滤波器等信号传输通道中的诸如低通、高通、带通、带阻等频带特性都应用了截止频率的概念。截止频率有时被定义为电子滤波器的导通频带和截止频带的交点，例如电路标称输出信号减3分贝的位置的频率。在带阻滤波器中，截止频率则被定义在输出信号能量大幅上升（或大幅下降）、失去“阻止”（或失去“通过”）信号效果的位置。在波导管或者天线的例子中，截止频率通常包括上限频率和下限频率。
截止频率的概念除了在电子工程有广泛应用，截止频率的概念还在等离子区振荡中有所应用。

## 电子学
在电子学中，截止频率是电路（例如导线、放大器、电子滤波器）输出信号功率超出或低于传导频率时输出信号功率的频率。通常截止频率时输出功率为传导频率的一半，在波德图上相当于为降低3分贝的位置所表示的功率，因为此时輸出電壓比例{\displaystyle \scriptstyle {\sqrt {1/2}}\ \approx \ 0.707}传到频带上的输出。

### 低通滤波器的截止频率

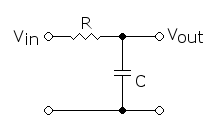
低通滤波器

右图所示为一个一阶的低通滤波器。它的截止频率由下式决定：
{\displaystyle f_{0}={\frac {1}{2\pi RC}}}
当信号频率低于这个截止频率时，信号得以通过；当信号频率高于这个截止频率时，信号输出将被大幅衰减。这个截止频率即被定义为通带和阻带的界限。

### 高通滤波器的截止频率

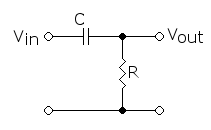
高通滤波器

右图所示为一个一阶的高通滤波器。它的截止频率由下式决定：
{\displaystyle f_{0}={\frac {1}{2\pi RC}}}
当信号频率高于这个截止频率时，信号得以通过；当信号频率低于这个截止频率时，信号输出将被大幅衰减。这个截止频率即被定义为通带和阻带的界限。

### 带通滤波器的截止频率与通带宽度

带通滤波器的振幅（功率）-频率关系曲线

右图所示的是一个带通滤波器的波德图。如图所示，{\displaystyle f_{l}}和{\displaystyle f_{H}}分别为低频、高频信号功率降低一半的点，即上下限截止频率，两个截止频率中间的频率范围称作“通带宽度”，通带中心的频率{\displaystyle f_{0}}称作“中心频率”。
通带范围内频率的信号可以通过，频率位于截止频率两侧的信号则大幅衰减。

### 带阻滤波器的截止频率与阻带宽度

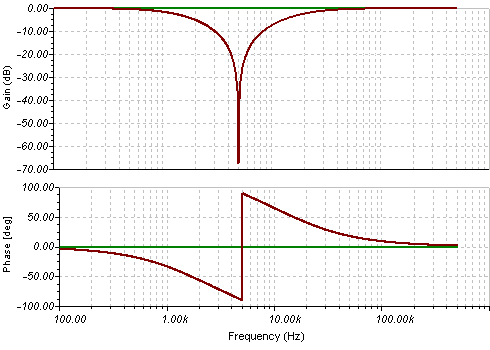
图中上半部分为带阻滤波器的振幅（功率）-频率关系曲线，下图为相位-频率关系曲线

与带通滤波器相反， 带阻滤波器可以抑制、衰减指定频率附近范围的信号；而在其他频率范围的信号则可以顺利通过。右图是一个带阻滤波器的波德图。
當Q因子夠大帶阻濾波器視為點濾波器，它的阻帶範圍極小
與带通滤波器有两个截止频率不同的是，带阻滤波器只有一个截止频率（图中两条凹线的交点处）。

## 远程通信
在远程通信中，截止频率这个术语可以指信号传输在经过电离层、进而进行反射时所必需的频率。